# Guerra civil romana (413)
La guerra civil romana de l'any 413 va ser un conflicte bèl·lic que va enfrontar a Heraclià —comes Africae— contra Flavi Constanci —el magister militum de l'Imperi Romà d'Occident— pel control del govern d'Honori.
Es gestà per la inquietud d'Heraclià davant la creixent influència de Flavi Constanci —un antic seguidor d'Estilicó— dins del govern imperial. Heraclià havia estat l'autor material de l'execució del general i va témer córrer la mateixa sort que l'instigador de la mateixa: el seu protector Olimpi, qui havia estat executat a garrotades. L'esclat es va produir a la primavera de 413 quan el govern imperial va ordenar que s'enviessin cereals des d'Àfrica als visigots com a pagament per haver acabat aquests amb la usurpació de Joví. Heraclià es va negar a obeir i, al seu lloc, es va dirigir amb l'exèrcit africà a Itàlia amb la intenció de prendre el control de l'emperador i el seu govern. Va aprofitar, per això, l'ocasió que li oferia la situació de l'exèrcit italià que, en aquell moment, era al costat dels Alps per evitar que els visigots poguessin tornar a entrar a la península.
Les úniques tropes disponibles per al govern eren les que protegien la capital, Ravenna. Marí es va dirigir amb elles cap al sud per enfrontar-se al rebel i va aconseguir estendre-li una emboscada a Otricoli on va massacrar al seu exèrcit. Heraclià va poder fugir a Àfrica però va ser aviat localitzat i assassinat.
A diferència de Constantí de Britània, Prisc Àtal o Joví, Heraclià no es va declarar emperador i va buscar reemplaçar a Honori, sinó que el seu objectiu va ser eliminar la influència de Flavi Constanci en el govern imperial i convertir-se ell en el poder a l'ombra.

## Antecedents

### L'ascens d'Heraclià
L'agost de 408, Estilicó —el magister militum de l'Imperi Romà d'Occident— va ser executat per ordre d'Honori a qui Olimpi —el magister officiorum del govern imperial— havia aconseguit convèncer que el general conspirava per posar el seu fill Euqueri com a emperador oriental. L'autor material de la seva mort va ser un oficial de rang mitjà anomenat Heraclià.
Olimpi es va convertir, aleshores, en la figura dominant del govern i va procedir a purgar l'Administració i l'exèrcit de seguidors d'Estilicó. Entre ells es trobava Batanari, cunyat del general, que ocupava el càrrec de comes Africae i a qui es va executar al cap de poc temps per substituir-lo per Heraclià que va ser recompensat, així, per la seva fidelitat.
L'esdevenir de l'Imperi amb Olimpi com a home fort va empitjorar perquè Alaric i els seus visigots van envair Itàlia alhora que el govern de Ravenna va perdre el control de la prefectura de les Gàl·lies a mans de l'usurpador Constantí de Britània i els invasors del Rin. Per a finals de 409, Alaric va fer nomenar a Prisc Àtal a Roma com a emperador alternatiu i tots dos es van dirigir amb l'exèrcit a Ravenna per deposar Honori alhora que van enviar a Constant amb un petit grup de tropes a Àfrica per convèncer Heraclià que s'unís al seu bàndol o eliminar-lo si no ho feia. D'aquesta manera, per a la primavera de 410, Honori va aconseguir el moment més crític del seu govern i va arribar a preparar la seva fugida a Constantinoble en cas que es perdés el control de les províncies africanes. Això no va passar, finalment, perquè Heraclià es va mantenir fidel a l'emperador: va aconseguir rebutjar l'intent de l'usurpador per controlar Àfrica i va tallar el subministrament de cereals a Roma mentre que els va enviar, juntament amb importants sumes de diners, a Ravenna, cosa que va portar al fracàs del govern d'Àtal i a la seva deposició per Alaric.

### L'ascens de Flavi Constanci
Poc es coneix de la carrera de Flavi Constanci abans d'ascendir a magister militum de l'exèrcit occidental, però s'accepta que va ser un dels seguidors d'Estilicó. Després de l'execució d'aquest —el 408— va aconseguir esquivar les purgues contra aquells membres de l'Administració i l'exèrcit propers al general fins que la desastrosa gestió de la guerra contra Alaric i l'usurpador Constantí de Britània va fer que el govern imperial el posés al davant de l'exèrcit després del saqueig de Roma pels visigots el 410. Una de les seves primeres accions va ser aconseguir l'execució d'Olimpi —l'instigador de la caiguda d'Estilicó— a qui se li van tallar les orelles i va ser mort a garrotades en presència d'Honori.
Flavi Constanci va aconseguir reorganitzar l'exèrcit italià i amb una reeixida campanya a la primavera de 411 va derrotar successivament a Geronci i Constantí de Britània el que va donar la victòria a Honori en la guerra civil que havia dessagnat l'imperi des de l'any 407. No va poder, però, afirmar el control imperial de la Gàl·lia, ja que va haver de tornar amb l'exèrcit a Ravenna per defensar-la d'un possible atac dels visigots i això va donar ocasió al fet que aquestes diòcesis es perdessin a les mans d'un nou usurpador: Joví.
Els visigots, dirigits per Taulf, van optar per abandonar Itàlia i passar a la Gàl·lia a la primavera de 412 per unir-se a Joví a qui esperaven manejar com una marioneta. Flavi Constanci va aprofitar, llavors, l'ocasió i es va dirigir amb l'exèrcit al peu dels Alps per evitar que els visigots tornessin a entrar a Itàlia. Des d'allà va poder, a més, seguir l'evolució dels esdeveniments tot esperant una ocasió propícia per intervenir.

## Desenvolupament

Faccions dins de l'Imperi romà a l'any 413 i moviments de la guerra civil. Heraclià va envair Itàlia per acabar amb la influència de Flavi Constanci dins del govern.
Zones de control:
Honori
Joví
Heraclià
Britanoromans
Bagaudes
Burgundis
Visigots
Alans, sueus i vàndals

### Esclat: la rebel·lió d'Heraclià
Heraclià va veure amb preocupació l'ascens de Flavi Constanci, que va procedir a situar els seus seguidors en llocs clau de l'Administració i l'exèrcit. L'execució d'Olimpi el 410 va fer que perdés el seu principal valedor dins del govern imperial i li va infondre temors que ell mateix corregués la mateixa sort abans o després. Un decret emès per Honori el 412 que autoritzava Flavi Constanci a intervenir a la diòcesi d'Àfrica no va fer sinó augmentar la seva preocupació.
Amb la usurpació de Joví en ple apogeu, l'emperador va intentar calmar Heraclià i el va nomenar cònsol romà per l'any 413 un honor que, fins aleshores, mai havia rebut un militar romà que no tingués el càrrec de magister militum. De ben poc va servir, ja que, quan Flavi Constanci va arribar a un acord amb els visigots per subministrar-los cereal a canvi que acabessin amb Joví, el comes Africae es va rebel·lar obertament i va tallar els enviaments des de l'Àfrica a la primavera de 413 de manera que va impossibilitar el seu compliment.

### Invasió d'Itàlia per Heraclià
Heraclià va decidir atacar primer i aprofitar, així, que Flavi Constanci i totes les tropes italianes es trobaven als Alps per contenir els visigots. Va prendre l'exèrcit de camp situat a Àfrica que, segons la Notitia dignitatum, es componia de 19 unitats de cavalleria (uns 9.500 homes) i 12 d'infanteria (uns 11.500 homes); a més, ho va haver de reforçar amb unitats de l'exèrcit fronterer al comandament del dux provinciae Tripolitanae i del dux Mauretaniae. Va formar una gran flota —Orosi parla de 3.700 naus— i amb ella va portar el gra i el seu exèrcit a Itàlia. Va desembarcar a Òstia i es va dirigir a Roma on va alleujar la seva escassetat d'aliments encara que no va tenir èxit a guanyar per a la seva causa al senat qui va preferir esperar esdeveniments abans de recolzar-ho obertament. Va abandonar, llavors, la ciutat i es va dirigir ràpidament cap al nord per la Via Flamínia al comandament del seu exèrcit per arribar fins a Ravenna amb l'objectiu de prendre el control del govern imperial i de la persona de l'emperador de tal manera que es convertís en el poder a l'ombra.
Heraclià va ser declarat enemic públic per Honori i es va ordenar als habitants d'Itàlia que denunciessin a qualsevol seguidor seu que trobessin. La defensa militar, però, no era fàcil, ja que les úniques tropes disponibles a Itàlia en aquell moment eren aquelles que protegien l'emperador i el govern: els scholae palatinae —uns 2.500 homes— i els protectores domestici. El nombre d'efectius era substancialment menor que l'exèrcit africà, però es tractava de soldats d'elit i amb ells, Marí —el comes domesticorum— va marxar cap al sud per enfrontar-se amb els rebels. Va evitar presentar batalla en camp obert i va aconseguir estendre'ls una emboscada a Otricoli on els va derrotar completament —Hidaci parla de 50.000 baixes entre ambdós exèrcits.

### Final d'Heraclià
El rebel va aconseguir fugir sense ser capturat i arribar fins a Òstia on va prendre un vaixell i va viatjar de tornada a Àfrica. El govern imperial va confiscar totes les seves propietats i va enviar diversos agents darrere seu que van aconseguir localitzar-lo i assassinar-lo al temple de la Memòria a Cartago, probablement, al juliol d'aquell any 413. Marí va arribar darrere, ja nomenat comes Africae i va procedir a perseguir i executar el nombre més gran possible de seguidors d'Heraclià amb un zel tal que va acabar sent destituït a causa dels seus excessos.

## Conseqüències i esdeveniments posteriors
El fracàs d'Heraclià va tenir, com a primera conseqüència, el reforçament de la posició de Flavi Constanci com a home fort de l'Imperi occidental. Va ser nomenat cònsol per al següent any 414 i se li va lliurar el patrimoni que havia pertangut al rebel. La seva carrera va progressar i per a l'any 417 s'havia casat amb Gal·la Placídia, la germana d'Honori. Quatre anys més tard —el 421— va ser elevat a emperador i va compartir el govern amb Honori. Militarment, la guerra va suposar la pèrdua d'una gran part de l'exèrcit de camp a l'Àfrica, cosa que unida a les baixes sofertes en les invasions bàrbares i la guerra contra Constantí de Britània, van fer que els seus efectius es reduïssin a la meitat dels que comptava abans iniciar-se la crisi l'any 407.
Aquest tipus de guerra civil, en què militars importants lluitaven entre si per dominar el govern imperial, es va repetir anys més tard quan Aeci, Fèlix i Bonifaci es van disputar el domini del govern del jove emperador Valentinià III, aleshores, fill de Flavi Constanci.